# Засоби масової інформації Казахстану
Засоби масової інформації Казахстану (ЗМІ), представлені в Казахстані:

## Особливості
Відповідно до закону «Про засоби масової інформації» від 23 липня 1999 року № 451-I під засобом масової інформації розуміється:
- періодичне друковане видання: газета, журнал, альманах, бюлетень, інше видання, що має постійну назву, поточний номер і що випускаються не рідше одного разу на три місяці;
- радіоканал;
- телеканал;
- кінодокументалістика;
- аудіовізуальний запис;
- мережеве видання;
- інша форма періодичного чи безперервного публічного розповсюдження масової інформації, включаючи інтернет-ресурси; засоби (органи) повсякденної практики збору, обробки та розповсюдження інформації, призначеної для масових аудиторій, в Республіці Казахстан . До ЗМІ відносяться не всі інтернет-ресурси, а лише ті, де власник ухвалив рішення про віднесення свого інтернет-ресурсу до ЗМІ як мережне видання"[1] .

Діяльність ЗМІ в Казахстані регулюється Комітетом зв'язку, інформатизації та інформації при Міністерстві з інвестицій та розвитку Республіки Казахстан.
Станом на 1 липня 2016 року в Республіці Казахстан зареєстровано 2763 діючих ЗМІ. Переважна більшість у загальній структурі — 86 % становлять друковані ЗМІ, 11 % — електронні ЗМІ, 3 % — інформаційні агентства. На даний момент у країні функціонують 1156 газет та 1269 журналів. Також зареєстровано 285 електронних засобів масової інформації, з яких телерадіокомпаній — 169 (108 — телекомпаній та 61 — радіокомпаній), кабельних операторів — 108 та операторів супутникового мовлення — 8. Загальна кількість інформаційних агентств — 41. Як мережеві видання зареєстровано 15 видань, російською та казахською мовами.

## Друковані видання

### До революції
Періодична печатка з'явилася в Казахстані із встановленням володарювання Російської імперії . В 1870 виникла російськомовна газета " Туркестанські відомості ", що висвітлювала події в Туркестанському краї і зокрема на казахських землях. У тому ж році виникає казахськомовний додаток до «Туркестанських відомостей» під назвою «Түркістан уәлаятини газеті» («Газета Туркестанського краю»), що виходив з 1870 по 1882 роки; з 1888 по 1902 роки воно виходило під назвою «Дала уәлаятини газеті» («Газета Степового краю»). На початку XX століття виходили газети " Серке " (1907) і «Казах» (1913—1918), що відображали прогресивні джадідистські погляди казахської інтелігенції.
Першим журналом казахською мовою став «Айкап» (каз. «Айқап» — «Дзеркало»), що виходив з 1911 по 1915 роки в Троїцьку (нині Челябінська область).

### Радянський період
Після Лютневої та Жовтневої революцій відбулося бурхливе зростання числа казахстанських періодичних видань. Однак більшість з них виявилася недовго живою, а до 1930-х років кількість газет і журналів різко скоротилася.
Проте, в Казахській РСР випускалася безліч суспільно-політичних та відомчих газет, які працюють під керівництвом міських, обласних комітетів та ЦК Компартії Казахстану. Найпопулярнішими республіканськими газетами були «Казахстанська правда», «Ленінська зміна», «Соціаліст Казахстан», «Леніншил жас», «Піонер Казахстану» (згодом «Дружні хлопці»). У кожному місті та області республіки випускалися свої місцеві друковані видання: наприклад, обласними в Алма-Атинській області були «Огни Алатау» та «Жетису», міською в Алма-Аті була «Вечірня Алма-Ата». Практично у кожного міністерства, великого підприємства чи організації було своє спеціалізоване друковане видання: наприклад, «Теміржолші» («Залізничник»), «Радянський пілот», «Қазақстан мұғалімі» («Вчитель Казахстану»), «Чаіза» «Казахська література»), «Біздің отан» («Наша батьківщина»), «Кітап жаршыси» («Друг читача»), «Ефірде Қазақстан» («Казахстан в ефірі») та багато інших. МВС та МО Казахської РСР також випускали свої видання.
За редакцій багатьох казахстанських газет було створено і були громадські редакції, літературні об'єднання, кореспондентські пости; проводились різноманітні конкурси, змагання, громадські рейди. У кожній редакції існував «відділ листів», до якого надходило безліч листів читачів, у тому числі і про несправедливість чи бездіяльність начальства чи «порушення на місцях». На які була негайно реакція — виїжджав кореспондент і робив статтю. За опублікованими критичними матеріалами та листами місцева влада обов'язково мала «вжити заходів», відповідно відреагувавши.
Серед журналів, що видавалися в Казахській РСР, популярністю користувалися «Кизил Казахстан» (нині «<i>Акікат</i>»; виходить з 1922 року), «Жана адебієт» (нині " Жулдиз "; виходить з 1928 року), «<i>Ара</i>» (виходив з 1956 по 1998 роки), «Простір» (виходить з 1960 року), «<i>Жалин</i>» (виходить з 1969 року) . Академія наук Казахської РСР випускала Вісник АН КазРСР (нині Вісник Національної академії наук Республіки Казахстан) .

### Період незалежності
Станом на 2016 рік, в Казахстані зареєстровано 1886 друкованих ЗМІ, з них 1364 газети та 522 журнали. 76 % газет та 67 % журналів є недержавними.
Газети та журнали Казахстану поділяються територією поширення, періодичності виходу та тематичної спрямованості та мови.

## Радіомовлення
Регулярне радіомовлення біля сучасного Казахстану виникло 1921 року під назвою «Казахське радіо». Мовлення казахською мовою було розпочато з 23 березня 1927.
В даний час в Казахстані є 7 інформаційно-новинних радіостанцій, що мають республіканський статус: Казахське радіо, Російське радіо Казахстан, Ретро Казахстан, NS радіо, Авторадіо, Шалкар, Europa plus Казахстан.

## Телебачення

### Кабельне телебачення
Кабельне телебачення Республіка Казахстан бурхливо розвивалося з середини 1990-х по початок 2000-х. Відкривалися нові кабельні оператори-компанії, з'явилася конкуренція та ринкові відносини, якість послуг, що надаються, покращувалася, абонентська плата на послуги знижувалася. Кабельне телебачення ставало доступним для населення багатьох містах Республіки Казахстан. Тривало це недовго.
У 2010 році припинила своє існування компанія «СЕКАТЕЛ», що надає свої послуги у м. Астана (з 1999 р.), м. Актау (з 1999 р.) та м. Алмати (з 2005 р.). Компанія «СЕКАТЕЛ» була лідером у сфері послуг кабельного ТБ, що надається населенню в м. Астана та Алмати. У місті Алмати компанія також обслуговувала і низку елітних житлових комплексів (Ботанічний Сад, Овація, Нурли Тау, Московський Центр, Версаль, Гольф Клуб Жайлау та Мега Тауерс). У жовтні 2009 року телеканалом «MTV Росія» двічі транслювався скандальний фільм Борат, під час показів фільму, трансляцію каналу у всіх операторів кабельного телебачення було перервано, але тільки в «Секател» другий повторний показ о 3:00 ночі не зупинявся. Після цього 2010 року компанія «Секател» стрімко припинила своє існування. У тому ж році з'явилася нова компанія-оператор DigitalTV.
У травні 2013 року компанія-оператор «DIGITAL TV» була викуплена АТ «Казахтелеком», а в 2014 році припинила існування. У жовтні 2015 року кабельна мережа оператора ICON перейшла до Алма ТБ.
Станом на липень 2016 року на території республіки функціонувало 108 операторів мереж ефірно-кабельного телебачення, які надають послуги кабельного телебачення. Сфера їхньої діяльності носить, зазвичай, локальний характер. У цьому пакет каналів коливається від 14 до 130 телевізійних програм. Великими гравцями на ринку бізнесу кабельного телебачення є компанії як «Алмател Казахстан» (з торговою маркою «АЛМА ТВ») та «Казахтелеком» (з торговою маркою ID TV). «Алмател Казахстан» і «Казахтелеком» в даний час є єдиними великими операторами кабельного телебачення в таких великих містах як Астана та Алмати.
Інфраструктура кабельного та ефірно-кабельного телебачення отримала розвиток у найбільших містах, таких як Алмати, Астана, Караганда, Костанай, Усть-Каменогорськ, Павлодар.
За інформацією АТ «Казтелерадіо», з 4 млн домогосподарств Республіки 1,6 млн охоплено ефірно-кабельним телебаченням — близько 5-6 млн осіб.
Наразі, в уповноваженому органі поставлено на облік 270 іноземних теле-, радіоканалів. З них: російських — 185, англійських — 24, французьких 16, американських — 11, турецьких — 7, українських — 6, інших — 18 (Нідерланди, Корея, Гонконг, Чеченська Республіка, Республіка Дагестан, Білорусь, Естонія, Кіпр, Швейцарія, Німеччина, Герцогство Люксембург, Азербайджан).

### Проблеми з трансляцією російських телеканалів
З 2012 року великі російські телеканали стали регулярно стикатися з проблемами, що перешкоджають їхній трансляції в кабельних мережах Казахстану.
У 2012 році оператор Алма-ТВ повідомив, що припиняє ретрансляцію каналів «РТР Планета», «Росія 24» та «Росія К» у зв'язку з неможливістю дійти взаємовигідних умов співпраці з правовласником. Проте ВДТРК повідомила, що інформація не відповідає дійсності. Тоді питання вдалося залагодити і російські телеканали продовжили мовлення в кабельних мережах великих операторів Казахстану.
Цікавим є той факт, що правовласниками російських каналів на території Казахстану є дві казахстанські компанії ТОВ «Eurasia Media Distribution» та ТОВ «Казахстанський центр ТБ». Щоб отримати право ретранслювати російські телеканали, кабельні оператори зобов'язані саме з ними укласти авторські угоди, виплачуючи відповідну винагороду, а не безпосередньо з власником та виробником каналів.
У 2017 році виникла така ж ситуація, як і в 2012 році, «Алма-ТВ» та «Казахтелеком» повідомили про зупинення ретрансляції чотирьох російських телеканалів — «НТВ-Світ», «РТР-Планета», «Росія-24» та «Росія -Культура» з 11 грудня 2017. Причиною призупинення трансляції називають вимоги правовласників про чергове збільшення вартості прав за ретрансляцію даних телеканалів.
Також у Казахстані, людьми званими експертами та фахівцями в галузі медіа постійно порушується питання про загрозу інформаційній безпеці країни, яка нібито виходить від російських державних телеканалів, які на основі своїх особистих спостережень вважають, що громадська думка в Казахстані в основному формується російськими ЗМІ. За їхніми спостереженнями з початку українсько-російського конфлікту казахстанське суспільство розділилося на два ворогуючі між собою табори. При цьому, вважають вони, у більшості населення Казахстану явно домінують проросійські настрої. Зокрема Арманжан Байтасов, який виступав у квітні 2014 року проти підписання договору про Євразійський союз, нарікав на людей «прокачаних» російською ідеологією, які вкрай недружньо ставляться до іншої точки зору. На думку Байтасова, проросійська орієнтація значної частини казахстанського населення є наслідком інформаційної політики, що проводиться в країні . Відомо, що телекомпаній Байтасова у 2014 році несподівано було знято новини, передачу та фільм про події в Україні, де показувалася зовсім інша точка зору на те, що відбувається. Інший експерт Єрлан Аскарбеков, у 2014 році пропонував, що в Казахстані гостро необхідно якнайшвидше обмежити ретрансляцію російських державних каналів, що показують новини та ток-шоу політичного характеру. Ця екстрена надзвичайна міра нашій країні необхідна, як мінімум, року на три, і має торкнутися всіх без винятку ретрансляторів.

### Заборона реклами в кабельних мережах
З початку 2010-х років великі оператори кабельного телебачення почали розміщувати (шляхом врізання) в ефірі російських телеканалів (Перший канал, Росія, НТВ, РенТВ, МузТВ) місцеву казахстанську рекламу, отримуючи фінансову винагороду від казахстанських компаній-рекламодавців. Після чого в друкованих та електронних ЗМІ почало мусуватися питання про те, що нібито саме через російські телеканали у казахстанських телеканалів падають рейтинги і власне національне телевізійне виробництво і канали страждають через брак фінансових коштів, які нібито йдуть до Росії через реклами, що розміщується на кабельних каналах. У 2016 році зацікавленими особами було внесено поправку до статті 34 закону «Про телерадіомовлення», згідно з якою оператори телерадіомовлення при ретрансляції іноземних телевізійних каналів та радіоканалів на території Республіки Казахстан не повинні допускати поширення реклами. Тепер оператори кабельного телебачення не тільки не мають права розміщувати казахстанську рекламу на іноземних телеканалах, але й зобов'язані вирізати закордонну рекламу, що транслюється особисто самими каналами. Цей закон діє тільки в Казахстані, ніде у світі більше немає подібної заборони на показ реклами на телеканалах, що ретранслюються в кабельних мережах.

## Інтернет— ЗМІ Казахстану
Найбільш відомі інтернет-ЗМІ
- Zakon.kz — інформаційний та правовий портал
- Казинформ — інформаційний портал
- Караван — інформаційний портал
- ТенгріНьюс — інформаційний портал
- Bizmedia.kz — інформаційний портал
- КазКредит- фінансовий інформаційний портал
- Виберу.kz — інформаційний портал
- MoneyPanda — інформаційний портал
- Finmart.kz — інформаційний портал
- Zanimaem.kz — інформаційний портал
- Фотоенциклопедія Казахстану — Благодійне мережеве видання
- OkCredit- фінансовий інформаційний портал

## Свобода ЗМІ у Казахстані
Свобода ЗМІ та відсутність цензури в Республіці Казахстан гарантовано законом Законом Республіки Казахстан від 23 липня 1999 № 451-I «Про засоби масової інформації».

## Закони
- Закон про ЗМІ
- Закон про доступ до інформації